# シャイフェルス (小惑星)
シャイフェルス (1742 Schaifers) は、小惑星帯にある小惑星。1934年にハイデルベルクでカール・ラインムートによって発見された。
ドイツ人の天文学者カール・シャイフェルスに因んで命名された。